# Samuel Mohaliver
 (juin 2022).
Samuel Mohaliver (ou Mohilever), né le 25 avril 1824 dans les environs de Vilna et mort le 10 juin 1898 à Białystok, en Pologne est un rabbin, grand érudit de Torah, et l'un des fondateurs du mouvement des « Amants de Sion » en Russie.

## Biographie
Il étudie simultanément les écritures saintes, les différentes philosophies orthodoxes juives, la Kabbale et même certains sujets profanes.
Il remplit les fonctions de rabbin dans différentes villes, et progressivement se fait connaître comme personnalité publique. Il concentre principalement son activité dans le domaine éducatif et dans l'aménagement de la vie communautaire. À la suite des pogroms en Russie visant les Juifs en 1881, il adhère au mouvement « Les Amants de Sion » et préconise l'émigration juive de Russie vers la Terre d'Israël. Il voyage d'ailleurs dans plusieurs pays du monde, où il rencontre de nombreux présidents de communautés juives afin de promouvoir l'idéal sioniste. À Paris, il rencontre le baron Rothschild et l'encourage à soutenir l'entreprise sioniste. En 1890, il visite pour la première fois la Palestine, et dès son retour en Russie, accentue son action en faveur de l'installation en Terre d'Israël. Pour ses 70 ans, la direction des « Amants de Sion » plante en son honneur un verger de cédrats près de Hadera.
Il entre au mouvement sioniste dirigé par Theodor Herzl, mais du fait de sa faible condition physique, il est dispensé de participer au premier Congrès sioniste, où le rabbin Mohaliver envoie un message lu en public.
Il sera nommé l'un des 4 représentants sionistes de Russie au sein de la direction centrale.
Samuel Mohaliver meurt en 1898 à Bialystok. Le kibboutz Gan-Shmuel, qui débuta par le verger de cédrats, rappelle aujourd'hui son souvenir.